# The One I Love (film)
Pour plus de détails, voir Fiche technique et Distribution.
The One I Love est un film américain réalisé par Charlie McDowell, sorti en 2014.

## Fiche technique
|                                                                                    |  |  |
| Les acteurs principaux Mark Duplass et Elisabeth Moss partagent l'affiche du film. |  |  |

- Titre français : The One I Love
- Réalisation : Charlie McDowell
- Scénario : Justin Lader
- Pays d'origine :  États-Unis
- Format : Couleurs - 2,35:1 - Dolby Digital
- Genre : comédie dramatique
- Dates de sortie : 
  -  États-Unis : 21 janvier 2014 (Festival du film de Sundance)

## Distribution
- Mark Duplass : Ethan
- Elisabeth Moss : Sophie
- Ted Danson : le psychanalyste

## Distinctions
- Nommé pour le meilleur scénario aux Indépendant spirit awards[1]